# Gari maxima
Gari maxima är en musselart som först beskrevs av Gérard Paul Deshayes 1855.  Gari maxima ingår i släktet Gari och familjen Psammobiidae. Inga underarter finns listade i Catalogue of Life.